# Józef Jundziłł
Józef Jundziłł (ur. 6 stycznia 1794, zm. 5 kwietnia 1877) – polski botanik i mykolog.

## Życiorys
Urodził się na wsi Hormany w okręgu wileńskim (jeszcze w I Rzeczypospolitej, obecnie wieś ta jest na Litwie). W 1802 r. wraz z rodzicami przeniósł się do Ancun w powiecie wileńskim. W 1804 (już w zaborze rosyjskim) rozpoczął naukę w szkole bazylianów w Boninach w powiecie oszmiańskim. Dzięki pomocy ks. S. B. Jundziłła rozpoczął naukę w klasie czwartej w Gimnazjum przy Cesarskim Uniwersytecie Wileńskim, a następnie na uniwersytecie. W 1815 r. uzyskał stopień magistra filozofii i został pomocnikiem przy Gabinecie Historii Naturalnej i Ogrodzie Botanicznym Uniwersytetu Wileńskiego. W 1817 r. władze uczelni zgodziły się na jego trzyletni wyjazd za granicę, sfinansowany przez ks. S.B. Jundziłła. W Niemczech, Holandii, Anglii i Francji zapoznał się z pracą i organizacją ogrodów botanicznych i księgozbiorów, wysłuchał wykładów wybitnych naukowców, zwiedził muzea przyrodnicze, a także zakupił kolekcję minerałów i kolekcję nasion do wileńskiego ogrodu botanicznego. Z wyjazdu tego napisał obszerne sprawozdanie. Na Uniwersytecie Wileńskim wykładał botanikę, a następnie mineralogię. W 1828 r. został mianowany profesorem nadzwyczajnym, potem zwyczajnym i był nim do 1832 r., kiedy uczelnia dekretem cara Mikołaja I została zamknięta. Wyjechał wówczas z Wilna i zamieszkał prawdopodobnie w Ancunach w majątku dzierżawionym przez jego ojca. Ożenił się i miał kilkoro dzieci. Przez jakiś czas potajemnie wykładał botanikę. Zmarł 5 kwietnia 1877 r. Pochowany został na cmentarzu Bernardyńskim w Wilnie.

## Praca naukowa
J. Jundziłł po powrocie do kraju podczas kilkumiesięcznej wyprawy terenowej w guberni wileńskiej zebrał okazy około 700 gatunków roślin. Zbierał je do końca życia tworząc zielniki. W 1830 r. wydał florę Litwy pt. Opisanie roślin … W 1833 r. dwa swoje zielniki oraz część zielnika Jeana Emmanuela Giliberta przekazał Akademii Medyko-Chirurgicznej w Wilnie (łącznie 54 fascykuły). W latach 1843–1844 opublikował w Wilnie sześć tomów Historyi naturalnej dla dzieci. Wiele czasu poświęcał również nomenklaturze botanicznej, zajmował się pochodzeniem i tworzeniem terminów botanicznych, nazw gatunków i wyższych taksonów roślin i grzybów. Opracował Atlas roślin lekarskich. Zgromadził też ogromną bibliotekę. Po jego śmierci córka Maria za pośrednictwem Józefa Rostafińskiego przekazała zielniki Akademii Umiejętności, a bibliotekę – Akademii Umiejętności i Uniwersytetowi Jagiellońskiemu.